# Landesbibliographie Baden-Württemberg
Die Landesbibliographie Baden-Württemberg ist eine Regionalbibliographie für das Land Baden-Württemberg. Sie wird gemeinsam von der Badischen Landesbibliothek (Karlsruhe) und der Württembergischen Landesbibliothek (Stuttgart) erstellt.

## Inhalt
Dem Charakter als Regionalbibliographie entsprechend verweist die Landesbibliographie auf selbständige Literatur (Bücher und Broschüren) sowie unselbständige Literatur (Aufsätze aus Zeitschriften oder Sammelbänden) über das Land Baden-Württemberg, einzelne (auch historische) Landesteile und Persönlichkeiten des Landes. Dabei wird auch Literatur berücksichtigt, die nicht im Buchhandel erschienen ist. Für die angestrebte Vollständigkeit ist die Eigenschaft beider Landesbibliotheken als Pflichtexemplarbibliothek eine wichtige Voraussetzung.
Die Recherche in der Landesbibliographie erfolgt über die Discovery-Systeme der beiden erstellenden Bibliotheken. Die Landesbibliographie Baden-Württemberg ist zudem an die Virtuelle Deutsche Landesbibliographie angeschlossen. Die Badische Landesbibliothek und die Württembergische Landesbibliothek haben als Kooperationspartner von LEO-BW die Daten der Landesbibliographie samt der Personensuche in das landeskundliche Online-Informationssystem für Baden-Württemberg eingebracht. Ausgewählte Titel sind seit 2025 im Judaica-Portal nachgewiesen.
Die Erfassung erfolgt im Verbundkatalog K10plus. Hierdurch kann die Formal- und Sacherschließung der Landesbibliographie Baden-Württemberg durch andere Bibliotheken nachgenutzt werden.

## Geschichte
Schon 1895 begründete Wilhelm Heyd die Bibliographie der württembergischen Geschichte. 1915 wurde Friedrich Lautenschlager mit der Erstellung einer Bibliographie der badischen Geschichte beauftragt; der erste Band erschien 1929.
Nach der kommunalen Neugliederung Baden-Württembergs 1973 wurden beide Bibliographien vereinigt. Bis 2004 erschienen 21 Bände. Die Kommission für geschichtliche Landeskunde, die bis 2004 die Drucklegung der Bände übernommen hatte, förderte anschließend die Einarbeitung der ersten Bände (vor 1986) in die Datenbank. Diese Arbeit wurde 2015 abgeschlossen.
Seit 1986 wurde die Landesbibliotheken bei der Erstellung der Landesbibliographie Baden-Württemberg durch die Datenverarbeitung des Statistischen Landesamtes unterstützt. Seit Ende 1999 ist die Landesbibliographie im Internet abrufbar. Im Jahr 2023 ist die Landesbibliographie nach mehrjähriger Vorbereitung vom Statistischen Landesamt in den bibliothekarischen Verbundkatalog K10plus migriert. Die technische Unterstützung übernimmt fortan das BSZ.